# تصفيات كأس العالم 2022 (المباريات الفاصلة بين الاتحادات القارية)
حدد الاتحاد الدولي لكرة القدم بطاقتين موزعتين على 4 اتحادات قارية لحسم تأهل أخر منتخبين إلى كأس العالم 2022، حيث لُعبت مباراتان فاصلتان لتحديد المتأهِلَين. أقيمت المباراتان يومي 13 و14 يونيو 2022 في قطر.

## الفرق المتأهلة
| الاتحاد القاري | طريقة التأهل                    | الفريق    |
| -------------- | ------------------------------- | --------- |
| آسيا           | الفائز بالجولة الرابعة          | أستراليا  |
| كونكاكاف       | المركز الرابع من الجولة الثالثة | كوستاريكا |
| كونميبول       | المركز الخامس من التصفيات       | بيرو      |
| أوقيانوسيا     | الفائز بالنهائي                 | نيوزيلندا |

## المباريات
أقيمت المباريات على أراضي البلد المنظم، قطر، يومي 13 و 14 يونيو 2022.

### آسيا ضد أمريكا الجنوبية
| فريق 1   | نتيجة                 | فريق 2 |
| -------- | --------------------- | ------ |
| أستراليا | 0–0 (ب.و.إ.) (5–4 ج.) | بيرو   |

| أستراليا                                            | 0–0 (ب.و.إ.) | بيرو                                                  |
| --------------------------------------------------- | ------------ | ----------------------------------------------------- |
|                                                     |              |                                                       |
| ركلات الترجيح                                       |              |                                                       |
| - بويل - موي - غودوين - هروستيتش - ماكلارين - مابيل | 5–4          | - لابادولا - كالينس - تابيا - تابيا - فلوريس - فاليرا |

| أستراليا | بيرو |

### أمريكا الشمالية ضد أوقيانوسيا
| فريق 1    | نتيجة | فريق 2    |
| --------- | ----- | --------- |
| كوستاريكا | 1–0   | نيوزيلندا |

| كوستاريكا  | 1–0   | نيوزيلندا |
| ---------- | ----- | --------- |
| - كامبل 3' | تقرير |           |

| كوستاريكا | نيوزيلندا |